# タイセイヨウカマイルカ
タイセイヨウカマイルカ（学名：Lagenorhynchus acutus、大西洋鎌海豚）はクジラ目ハクジラ亜目マイルカ科カマイルカ属に属するイルカである。

## 形態

ヒトとの大きさの比較。

タイセイヨウカマイルカはカマイルカ属の中ではやや大きめの種類であり、生まれたときは1メートル強、成熟すると雄2.8メートル、雌2.5メートル程度、体重は250 - 280キログラム程度にまで成長する。
タイセイヨウカマイルカの際立った特徴は、背びれの後方両側の白色あるいは淡黄色の模様である。この模様は、他の種類のイルカやクジラの模様（白、灰色、青からなる模様）と比べて独特である。その他の部分は他のカマイルカ属のイルカと同様に、あご、喉、腹面は白く、胸びれ、背びれ、背中は黒か濃い灰色である。くちばしから眼の上を通って尾にかけてまでの明るい灰色の筋があり、その筋の上の背びれの後には白い模様がある。

## 生態

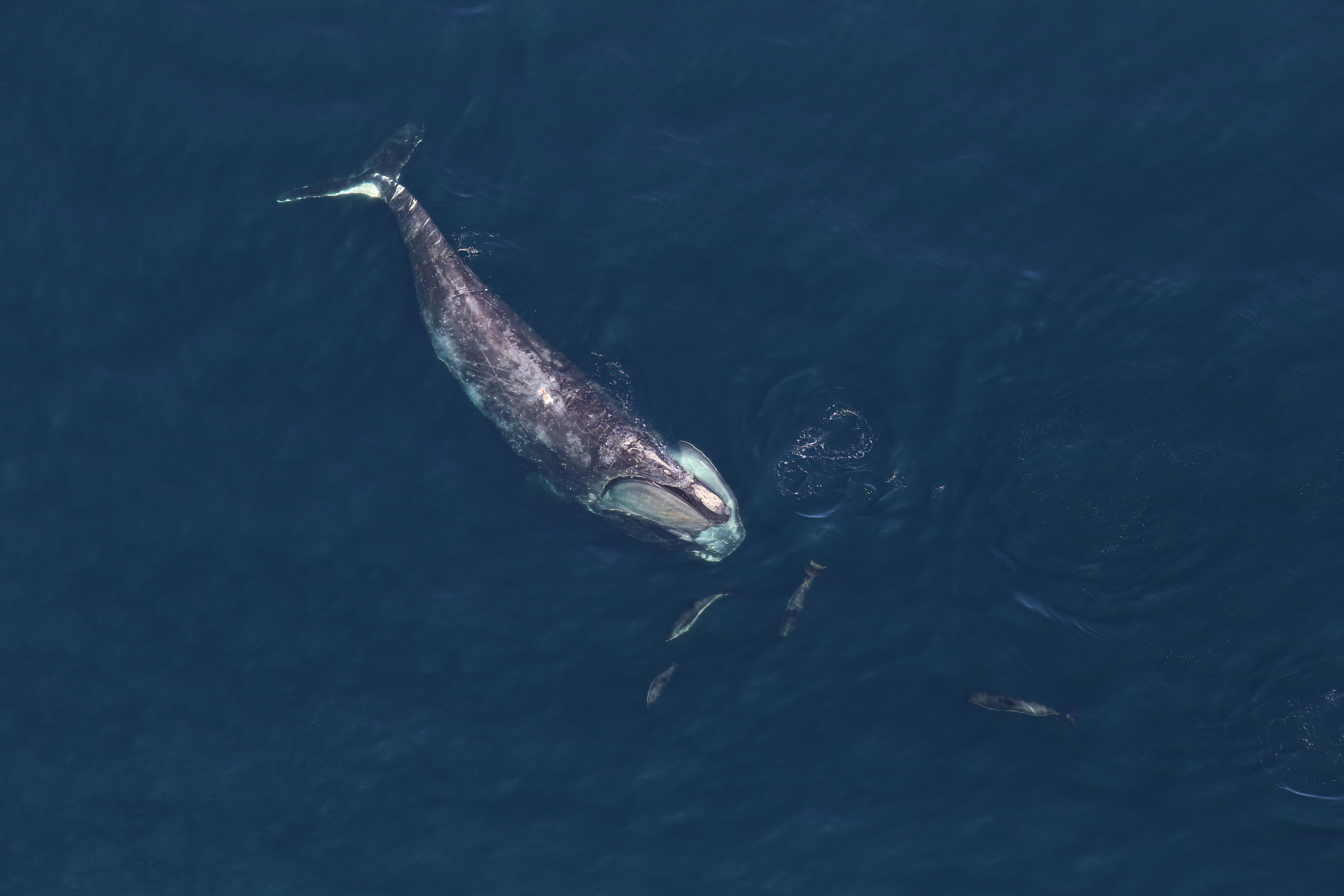
近絶滅種のタイセイヨウセミクジラと交流する群れ。

主食はニシン、サバ、イカなどである。活動的なイルカであり、人間の乗るボートに近づいて来るが、ハナジロカマイルカやマイルカほど積極的ではない。
群の大きさは海域によって異なり、たとえばカナダのニューファンドランド島周辺では60頭程度の群を作るが、アイスランド東ではもっと小さい群を成す。
雄は7年から11年、雌は6から12年で性成熟する。妊娠期間は11ヶ月で、育児期間は1年半である。寿命は雄22年、雌27年程度である。

## 分布と生息数

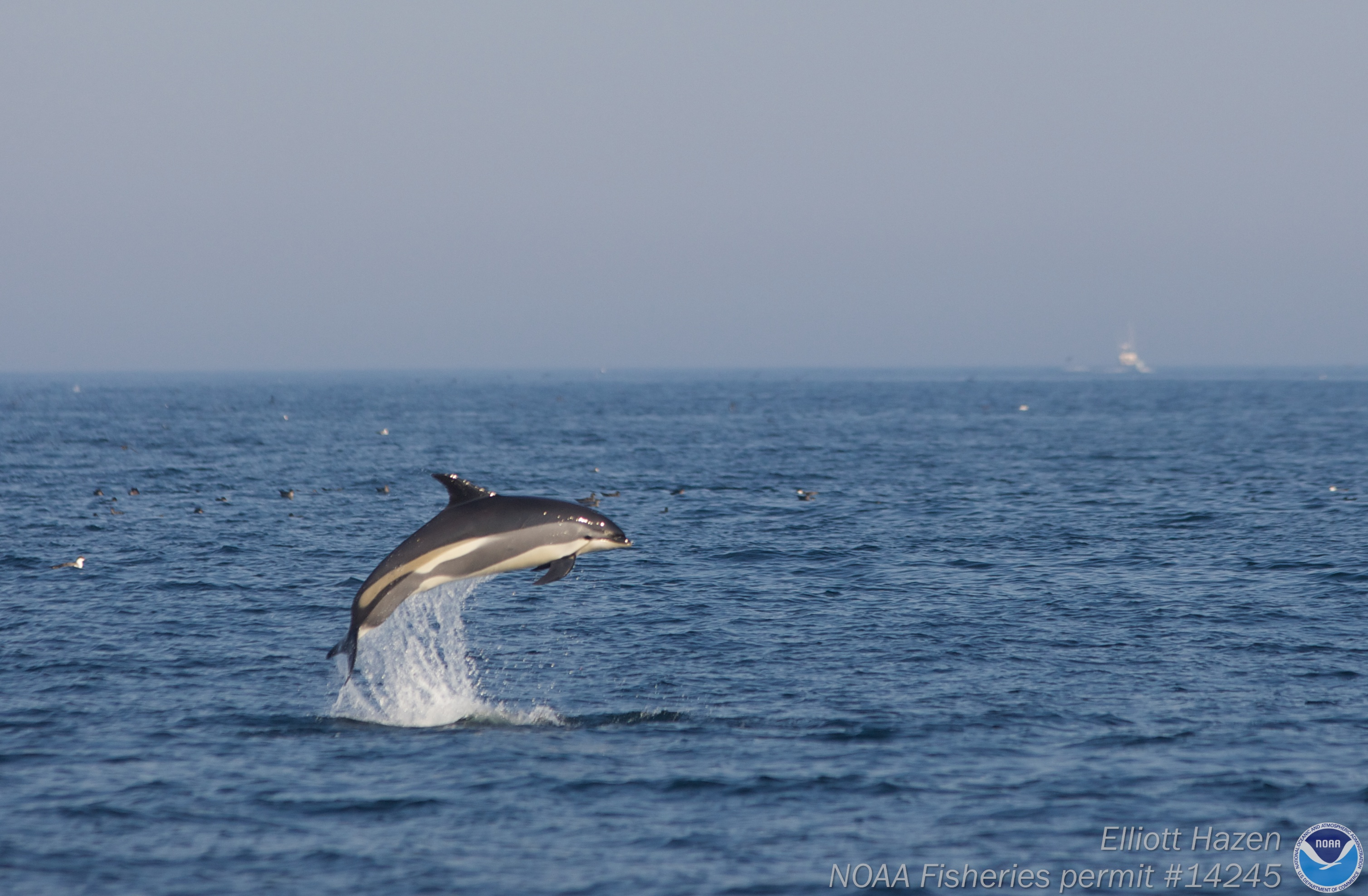
ステルワーゲン銀行国立海洋保護区（英語版）にて。

北大西洋の寒帯から温帯にかけた海域に生息する。
生息数は20万頭から30万頭である。

## 人間との関係
デンマーク領フェロー諸島では伝統的に食用とされている。